# Linda Zilliacus
Linda Elvira Gyllenberg, más conocida como Linda Zilliacus (Helsinki, 25 de abril de 1977), es una actriz sueca/finlandesa conocida por haber interpretado a Magdalena Wahlstedt en la serie Anno 1790.

## Biografía
En 2001 se casó con el actor Tobias Zilliacus, con quien tiene tres hijos.

## Carrera
En 2011 se unió al elenco principal de la nueva serie Anno 1790, donde interpretó a Magdalena Wahlstedt hasta el final de la primera temporada de la serie.

## Filmografía

### Series de televisión
| Año             | Título                        | Personaje               | Notas                                  |
| --------------- | ----------------------------- | ----------------------- | -------------------------------------- |
| 2016 - presente | Tjockare än vatten            | Laura Nord              | 10 episodios                           |
| 2011            | Anno 1790                     | Magdalena Wahlstedt     | 10 episodios                           |
| 2011            | Maria Wern                    | Felicia                 | episodio "Svart fjäril"                |
| 2010            | Alamaailma Trilogia: Lakimies | Nina Lehto              | miniserie                              |
| 2010            | Virta                         | Katarina Moisander      | 2 episodios                            |
| 2008            | Suojelijat                    | Susanna                 | episodio "Luumu - Säätäjä ja pelimies" |
| 2008            | Lemmenleikit                  | Ann-Maj Sundman         | 3 episodios                            |
| 2007, 2008      | Labyrint                      | Sofi                    | 2 episodios                            |
| 2007            | Labyrint mobisodes            | Sofi                    | episodio # 1.3                         |
| 2007            | Isabella                      | Charlotte               | 2 episodios - miniserie                |
| 2004            | Fling                         | Viktoria                | episodio "Soffan"                      |
| 2003            | Operation Stella Polaris      | Christina Forsius       | miniserie                              |
| 2003            | Kaverille ei jätetä           | Sanna                   | episodio "Paratiisi"                   |
| 2001            | Falkenswärds möbler           | Jenny                   | 4 episodios                            |
| 2000            | Hovimäki                      | Hanna Sundelius-Lindhof | 7 episodios                            |
| 2000            | Kirjava silta                 | Inka Wuolijoki          | -                                      |
| 1998            | Sydänten akatemia             | Tyttö                   | -                                      |

### Películas
| Año  | Título  | Personaje | Notas |
| ---- | ------- | --------- | --- |
| 2003 | Ondskan | Marja     | junto Andreas Wilson, Gustaf Skarsgård, Henrik Lundström, Jesper Salén, Peter Eggers, Filip Berg y Marie Richardson |

## Premios y nominaciones
| Año  | Categoría                                      | Premio       | Película | Resultado |
| ---- | ---------------------------------------------- | ------------ | -------- | --------- |
| 2005 | Best Young Actress from the Northern Countries | Undine Award | Ondskan  | Nominada  |